# Daniel Bertoni
Ricardo Daniel Bertoni (* 14. březen 1955, Bahía Blanca) je bývalý argentinský fotbalista. Nastupoval většinou na postu pravého křídla.
S argentinskou reprezentací vyhrál mistrovství světa roku 1978.. Hrál též na světovém šampionátu ve Španělsku roku 1982. Celkem dal na závěrečných turnajích mistrovství světa 4 branky. V národním mužstvu působil v letech 1974-1982 a odehrál 31 utkání, v nichž vstřelil 12 gólů.
S klubem CA Independiente vyhrál třikrát Pohár osvoboditelů (1973, 1974, 1975) a jednou Interkontinentální pohár (1973)
S Independiente se stal mistrem Argentiny (1977), s SSC Neapol získal italský pohár (1985/86).